# Anna-Liisa Tiekso
Anna-Liisa Tiekso (Kemi, 14 maart 1929 – aldaar, 20 september 2010) was een Fins politicus. Ze vertegenwoordigde Lapland in het parlement van Finland als lid van de Finse Volksdemocratische Liga van 1951 tot 1974. In 1968 werd ze benoemd tot minister van Sociale Zaken door premier Mauno Koivisto, en was ze minister van Sociale Zaken en Volksgezondheid in de regering van premier Ahti Karjalainen van 1970 tot 1971.

## Jonge jaren
Tiekso was de dochter van een kleine boer en een onderwijzeres. Ze voltooide het Finse toelatingsexamen in 1949 en schreef zich in aan de Universiteit van Helsinki om rechten te studeren. Rond deze tijd trouwde Tiekso met Arne Isaksson, met wie ze twee kinderen kreeg, maar ze scheidden in 1957. 

## Politieke carrière
Tiekso stopte met de universiteit toen ze in 1951 werd verkozen in het parlement van Finland en het kiesdistrict van Lapland vertegenwoordigde als lid van de Finse Volksdemocratische Liga. Ze was 22 jaar oud toen ze werd gekozen, en was de jongste vertegenwoordiger in het parlement. Ze werd zes keer herkozen, tot januari 1974. Tijdens haar tijd in het parlement zat Tiekso in verschillende commissies, waaronder de Commissie Onderwijs en Cultuur, waarvan ze van 1962 tot 1968 voorzitter was; het Grote Comité, dat zij van 1972 tot 1973 voorzat; en het Financieel Comité.  Haar voorzitterschap van de Commissie Onderwijs en Cultuur was de eerste keer sinds de jaren veertig dat een vrouw voorzitter was van een parlementaire commissie in Finland. Ze hield toezicht op een ingrijpende hervorming van het Finse onderwijssysteem, waarbij een nationaal algemeen schoolsysteem werd ingevoerd. Tiekso maakte ook deel uit van de Finse delegatie in de Noordse Raad.
Tiekso was ook actief in de lokale en partijpolitiek. Ze werd tussen 1954 en 1968 gekozen in de gemeenteraad van Keminmaa. Ze was een lid van het centraal comité van de Communistische Partij van Finland.
In 1968 werd Tiekso door premier Mauno Koivisto benoemd tot minister van Sociale Zaken. Ze was de enige vrouw die een positie bekleedde in het eerste kabinet van Koivisto en werd in 1970 door premier Ahti Karjalainen herbenoemd tot minister van Sociale Zaken en Volksgezondheid. Als minister voerde ze wetgeving in om pensioenen te verstrekken aan weduwen en zelfstandigen. Ze nam, samen met de rest van het kabinet, ontslag in 1971 na een groot intern meningsverschil over prijscontroles voor koffie, sigaretten en suiker.

## Latere leven
Tiekso nam in 1974 ontslag uit het parlement om adjunct-directeur arbeidsveiligheid en -gezondheid te worden bij het metaalproductiebedrijf Rautaruukki. [1] Ze trouwde in 1975 met parlementslid Rauno Korpinen, en verhuisde naar Oulu, waar ze bleef werken bij Rautaruukki. Ze gingin 1982 met pensioen en leidde van 1984 tot 1994 Eläkeläiset, de nationale organisatie voor gepensioneerden in Finland. Ze stierf op 20 september 2010 in Kemi, op 81-jarige leeftijd.